# PlayOnMac
PlayOnMac est un logiciel qui permet une installation simple et rapide sous Mac OS X de divers jeux et logiciels conçus pour Windows à l'aide du logiciel Wine.
Il n'est pas nécessaire de posséder une licence Microsoft Windows pour utiliser PlayOnMac.

## Applications supportées
PlayOnMac supporte diverses applications.
Les applications non-supportées officiellement peuvent également fonctionner. Il suffit de double-cliquer sur le programme d'installation et PlayOnMac se charge de l'exécuter.
La liste complète des applications supportées par PlayOnMac est disponible sur le site officiel.